# Fuck Frankie
Fuck Frankie är ett svenskt punkband från Stockholm, som bildades 2010. Bandet består av Elvira Bira (sång), Rod Heather (gitarr), Lisa Bäckström (gitarr), Gustav Wadman (bas) och Jösses Trashy Roxtar (trummor). I februari 2014 ersatte Oriane "Orri" Reinberg Rod Heather på gitarr. 
Först spelningen ägde rum på anrika Kafé 44 i Stockholm. Efter att ha släppt den självbetitlade EP:n Fuck Frankie på CD 2012 kom gruppens första album, Hate Me, året därpå på Full of Shit Records. 2017 kom albumet Twobeat Continued, en produktion som är släppt på eget bolag och är från början till slut producerad av bandmedlemmarna själva. Fuck Frankie har sedan starten verkat i en ”do it yourself”-anda. Mathilda Sundin: "Det handlar om självständighet och att visa att vi kan själva. En behöver inte alltid ansluta sig till företag och bolag för att komma någon vart. Vi ser det som en anarkistisk och demokratisk handling." Musiken är rå, blodig och kompromisslös.
På albumet Twobeat Continued finns låten Shame Of The Nation. När de skrev den ville dom uttrycka sin "frustration över den likgiltiga politiken och människors syn på varandra. Det var flyktingkris, hets mot tiggare, asyllagar skärptes, gränskontroller och mycket annat skit. Samtidigt går folk runt här hemma i Sverige och oroar sig över sina bolån. Total obalans".
Våren 2024 avled trummisen Jösses Trashy Roxtar, efter en tids sjukdom.

## Diskografi
- 2012 – Fuck Frankie (CDr) [EP]
- 2013 – Hate Me (Full of Shit Records) [Album]
- 2017 – Twobeat Continued [Album] [4]

## Scenbilder

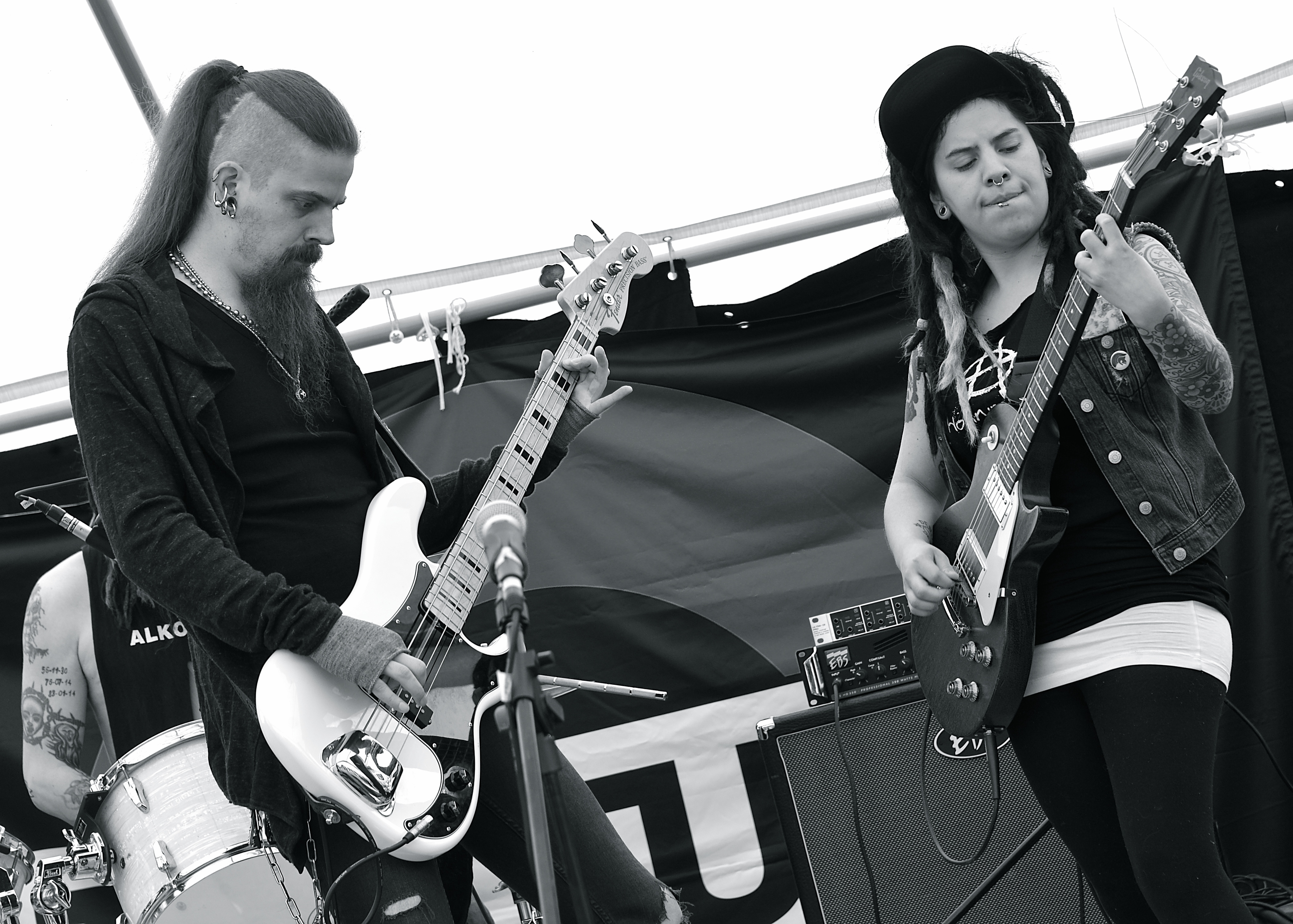
Gustav Wadman och Orri.
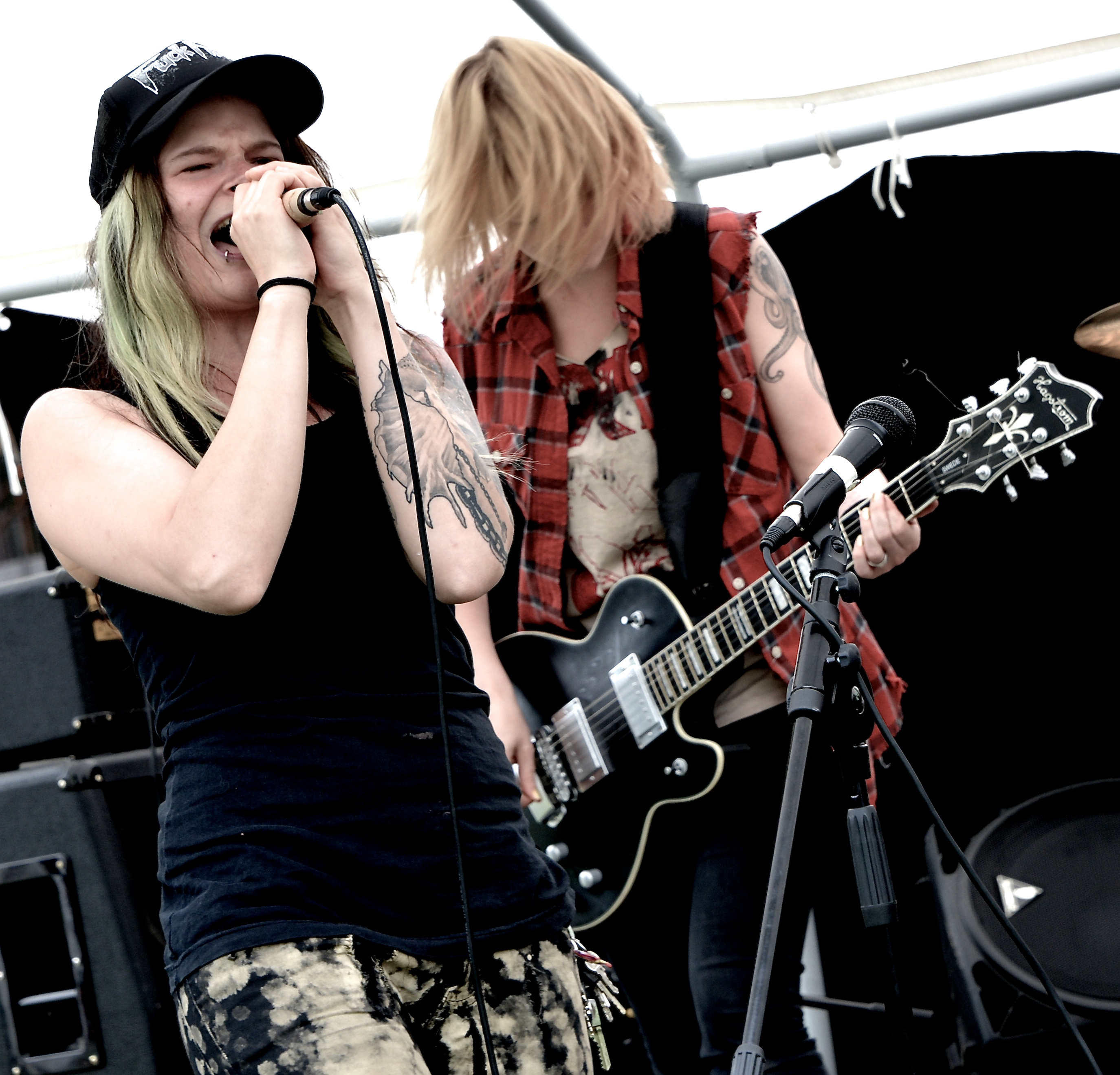
Elvira Bira och Lisa Bäckström.
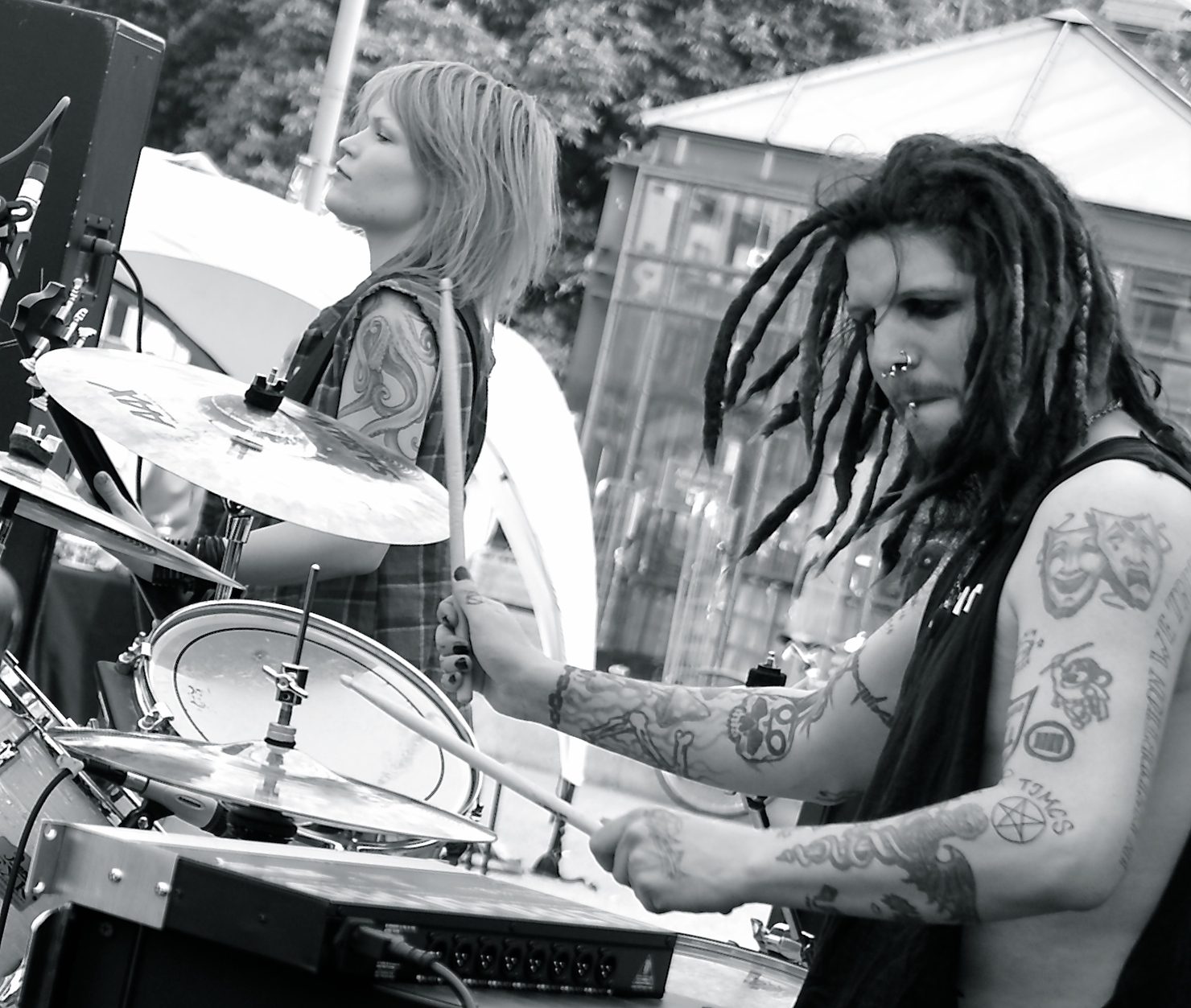
Lisa och Jösses Trashy Roxtar (trummor).